# Бургундський талер

Бургундський талер, 1568

Бургундський, брабантський, королівський або хрестовий талер, дальдер або дальдре — назва ряду монет, викарбуваних для іспанських Нідерландів у другій половині XVI століття. Серед них, наприклад, дальдер Філіпа (філіппсдальдер), дальдер Альберта (альбертусдальдер, патагон) та багато інших монет.
У нумізматичній літературі є певна плутанина щодо того, які монетні типи відносити до бургундських талерів.
При Філіппі II (1566-1598) для іспанських Нідерландів карбували великі срібні монети вагою 34,46 г за змістом 28,21 г чистого срібла. Вони були аналогом срібного каролюсу, срібного аналога золотого каролюсдора, що мав ходіння в державі з 1543. На аверсі розміщено зображення короля, на реверсі гербовий щит із короною на тлі бургундського хреста. Хрест був одним із символів бургундського округу, до якого входили 17 нідерландських провінцій. Також випускали кратні номінали в ½, 1⁄5 , 1⁄10 та 1⁄20 бургундського талеру.
У 1567 зовнішній вигляд монети змінено, а зміст срібла в ній знижено. Воно було наближено до норм рейхсталера — 29,595 г лігатурної ваги із вмістом 26,253 г чистого срібла. На аверсі розташований бургундський хрест, корона та круговий напис, на реверсі — гербовий щит із ланцюгом ордена Золотого руна. На відміну від рейхсталера, який за законом був прирівняний до 68 крейцерів або 30 патардів, бургундський талер, який мав трохи більшу вагу, за указом короля коштував 32 патарди, що робило його дещо переоціненою монетою. Після того, як північні нідерландські провінції підняли повстання і «Актом про клятове зречення» заявили про вихід з-під юрисдикції іспанського короля, бургундський талер випускали аж до 1594.
На зміну бургундським талерам у 1612 прийшли альбертусталери із вмістом 24,65 г срібла, що на 1,33 г менше, ніж у рейхсталері. Їх також можуть називати бургундськими талерами через зображений на них бургундський хрест.
У німецьких землях всі талери із зображенням та/або титулом іспанського монарха називали «королівськими» (нім. Königstaler), а з хрестом - «хрестовими». Монети, що потрапили на територію Русі, за зображенням хреста називали «крижовими єфимками».